# Мессьє 99
Мессьє 99 (М99, інші позначення — NGC 4254, ZWG 99.11, UGC 7345, ZWG 98.144, MCG 3-31-99, VCC 307, IRAS12162 +1441,PGC 39578) — галактика у сузір'ї Волосся Вероніки, Цей об'єкт входить у число перерахованих в оригінальній редакції нового загального каталогу.

## Відкриття
Відкривачем цього об'єкта є Мешан П'єр Франсуа Андре, який вперше спостерігав за об'єктом 15 березня 1781.

## Цікаві характеристики

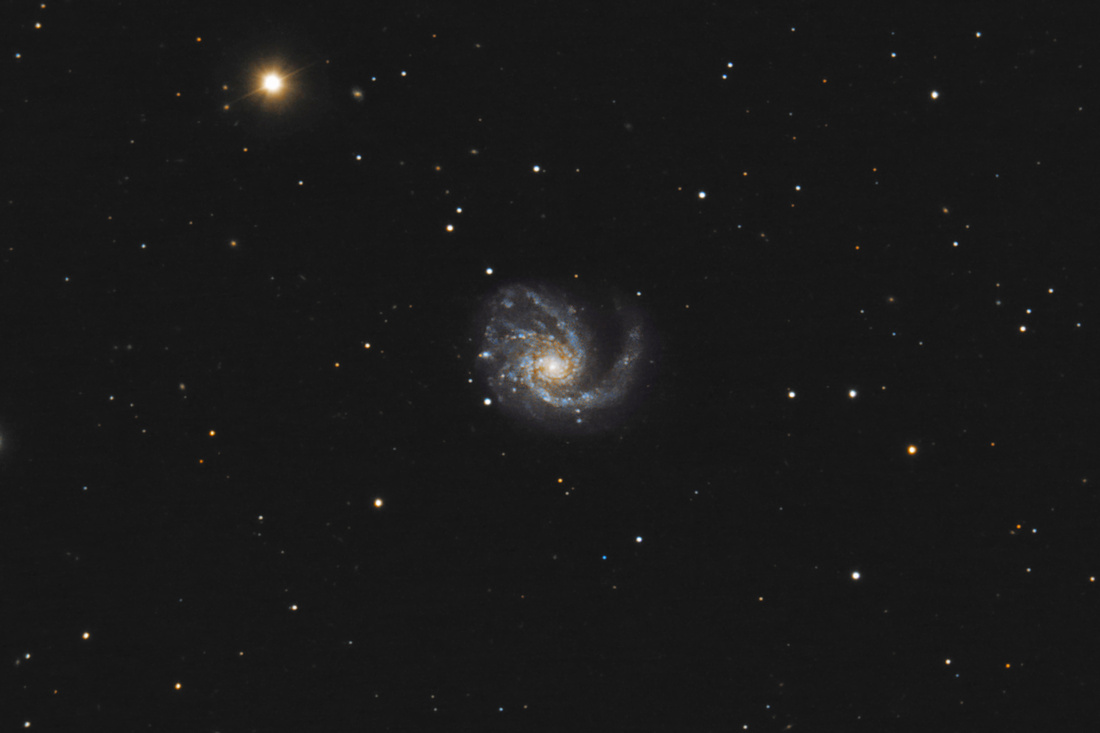
Image of M99 в аматорський телескоп

Мессьє 99 знаходиться в Скупченні Діви — скупчення галактик, розташоване на відстані від 15 до 22 мегапарсек, найближче до Місцевої групи велике скупчення, яке своєю чергою входить до складу Місцевого надскупчення галактик.
Інтерес становить витягнутий «хвіст», який переживає особливе припливне обурення від так званого VIRGOHI21, який став першим хорошим кандидатом на звання темної галактики.

## Навігатори
| ◄ NGC 4250 \| NGC 4251 \| NGC 4252 \| NGC 4253 \| NGC 4254 \| NGC 4255 \| NGC 4256 \| NGC 4257 \| NGC 4258 ► |

Координати:  12г 18м 49.6с, +14° 24′ 59″